# グレミオFBPAの年度別成績一覧
グレミオFBPAの年度別成績一覧（ - のねんどべつせいせきいちらん）では、グレミオFBPAの各年度ごとの成績を詳述する。

## 年度別成績
凡例
- 太字はリーグ、カップ戦優勝
- 表中の略記・着色セルの内訳は以下の通り

| リーグ、カップ戦優勝 | リーグ、カップ戦準優勝 | リーグ、カップ戦3位 |

- 全国 : カンピオナート・ブラジレイロ
  - セリエA : カンピオナート・ブラジレイロ・セリエA
  - セリエB : カンピオナート・ブラジレイロ・セリエB
- 州 : カンピオナート・ガウショ
- ブラジル杯 : コパ・ド・ブラジル
- COPA LD : コパ・リベルタドーレス
- COPA SC : コパ・スダメリカーナ

- 2001 セリエA 5位
- 2002 セリエA 3位
- 2003 セリエA 20位
- 2004 セリエA 24位 降格
- 2005 セリエB 1位 昇格
- 2006 セリエA 3位
- 2007 セリエA 6位
- 2008 セリエA 2位

- 2009 セリエA 8位
- 2010 セリエA 4位
- 2011 セリエA 12位
- 2012 セリエA 3位
- 2013 セリエA 2位
- 2014 セリエA 7位
- 2015 セリエA 3位
- 2016 セリエA